# Classe Bogue
Le portaerei di scorta classe Bogue erano le prime CVE (Carrier Vessel Escort, portaerei di scorta), portaerei leggere, con gli scafi a volte derivati dalla trasformazione di classi di unità preesistenti come cisterne o portarinfuse, e comunque di tonnellaggio nettamente inferiore a quello delle portaerei di squadra; esse potevano trasportare un gruppo aereo ridotto ed avevano un apparato motore molto meno potente ma che permetteva di sviluppare una velocità adeguata alla scorta dei convogli e alla lotta antisommergibili. Dal progetto base ne vennero realizzate 21 unità, 11 delle quali costituirono la Classe Attacker per la marina inglese, e le altre costituirono per l'appunto la classe Bogue della US Navy, impiegate per lo più per compiti come la lotta antisommergibile in Atlantico e il trasporto di aerei. Le navi cedute alla Royal Navy furono rimpiazzate da navi ricostruite con lo stesso nome. Gli Stati Uniti costruirono un secondo gruppo di queste navi, quasi totalmente venduto alla Royal Navy. Questo secondo gruppo era conosciuto nella Royal Navy come Classe Ameer e nella US Navy come Classe Prince William.
Altre classi di unità CVE erano, nella US Navy, l'unica della classe Long Island, le tre del tipo Commencement Bay, le quattro della classe Sangamon, le 50 della classe Casablanca.